# 장크트모리츠
장크트모리츠(독일어: St. Moritz, 프랑스어: Saint-Moritz 생모리츠[*], 이탈리아어: San Maurizio 산마우리치오[*], San Murezzan (도움말·정보))는 스위스 그라우뷘덴주의 도시이다.
스위스 그라우뷘덴주 엥가딘에 있는 높은 알프스 리조트 타운으로, 해발 약 1,800미터에 위치해 있다. 스위스 말로야구의 상부 엥가딘의 주요 도시이자 기초지자체이다.
피츠 나이어(3,056m) 아래 장크트모리츠는 알불라 알프스의 남쪽 경사면에 자리 잡고 있으며, 평평하고 넓은 빙하 계곡인 상부 엥가딘과 같은 이름의 호수인 장크트모리츠호를 내려다보고 있다.
동알프스산맥의 피츠베르니나 산과 접한 휴양 도시이다. 1928년 동계 올림픽, 1948년 동계 올림픽 개최 도시이다.

## 역사
성 모리츠의 샘 밑에서 발견된 청동기 시대의 봉헌물, 칼, 바늘은 켈트족이 이미 그것들을 발견했음을 나타낸다. 장크트 모리츠는 1137-39년경에 ad sanctum Mauricium으로 처음 언급되었다. 마을 이름은 테베 군단의 지도자로 복무하던 3세기 로마 시대 스위스에서 순교했다고 전해지는 이집트 남부의 초기 기독교 성인인 성 모리스(Saint Maurice)의 이름을 따서 명명되었다.
순례자들은 세인트 모리셔스로 여행을 갔고, 종종 샘의 교회로 갔다. 그곳에서 치유를 바라는 마음으로 모리셔스 샘의 축복받은 부글부글 끓는 물을 마셨다. 1519년에 메디치의 교황 레오 10세는 샘의 교회를 순례하는 모든 사람에게 완전한 사면을 약속했다. 16세기에 장크트모리츠 광천에 관한 최초의 과학 논문이 작성되었다. 1535년에 위대한 자연 요법의 수행자인 파라켈수스는 장크트 모리츠에서 시간을 보냈다.
여름 동안 일부 방문객을 받기는 했지만, 겨울 리조트의 기원은 158년 전인 1864년 9월로 거슬러 올라간다. 당시 장크트 모리츠 호텔의 개척자 캐퍼파 바트루트(Caspar Badrutt)는 영국인 여름 손님 4명과 마을이 마음에 들지 않으면, 그는 여행 경비를 돌려주겠다고 내기를 했다. 그들이 겨울에 장크트모리츠를 매력적으로 여긴다면, 원하는 만큼 오랫동안 그의 손님으로 머물도록 초대할 것이라고 약속한 것이다. 이는 장크트모리츠의 겨울 관광의 시작일 뿐만 아니라 알프스 전체의 겨울 관광의 시작이기도 하다. 같은 해 스위스 최초의 관광 안내소가 마을에 설립되었다. 장크트 모리츠는 19세기 후반에 빠르게 발전했다. 1878년 쿨름호텔에 스위스 최초의 전등이 설치되었고, 1880년에는 대륙 최초의 컬링 대회가 열렸다. 1882년에는 제1회 유럽 아이스 스케이팅 선수권 대회가 장크트모리츠에서 개최되었고, 제1회 골프 대회가 열렸다. 1889년 알프스에서 개최되었다. 1890년에 최초의 봅런 및 봅슬레이 경기가 열렸다. 1896년까지 장크트모리츠는 알프스에서 전기 트램을 설치한 최초의 마을이 되었고, 팰리스 호텔(Palace Hotel)을 오픈했다. 1906년에는 눈 위에서, 이듬해에는 얼어붙은 호수에서 경마가 열렸다. 스위스 최초의 스키 학교는 1929년 장크트모리츠에 설립되었다.
장크트모리츠는 1928년 동계올림픽을 개최했으며, 경기장은 오늘날에도 그대로 유지되며 1948년에도 다시 개최되었다. 1969년 이래로 20개 이상의 FIBT 세계 선수권 대회, 4개의 FIS 알파인 세계 스키 선수권 대회 (1934/1974/2003/2017) 및 40개 이상의 엥가딘 스키마라톤을 주최했다. 골프 토너먼트(1979), 스노우 폴로 토너먼트(1985년부터 매년 1월 시작), 얼음 위 크리켓(Cricket on Ice, 1989)와 같은 대회가 1970년대와 1980년대에 개최되었다. 장크트모리츠는 또한 많은 세일링 및 윈드서핑 세계 선수권 대회의 장소이기도 하다.
1980년대 초반부터 장크트 모리츠는 Top of the World로 알려져 있다. 이 표현은 1987년 관광청에 상표로 등록되었다.

## 지리

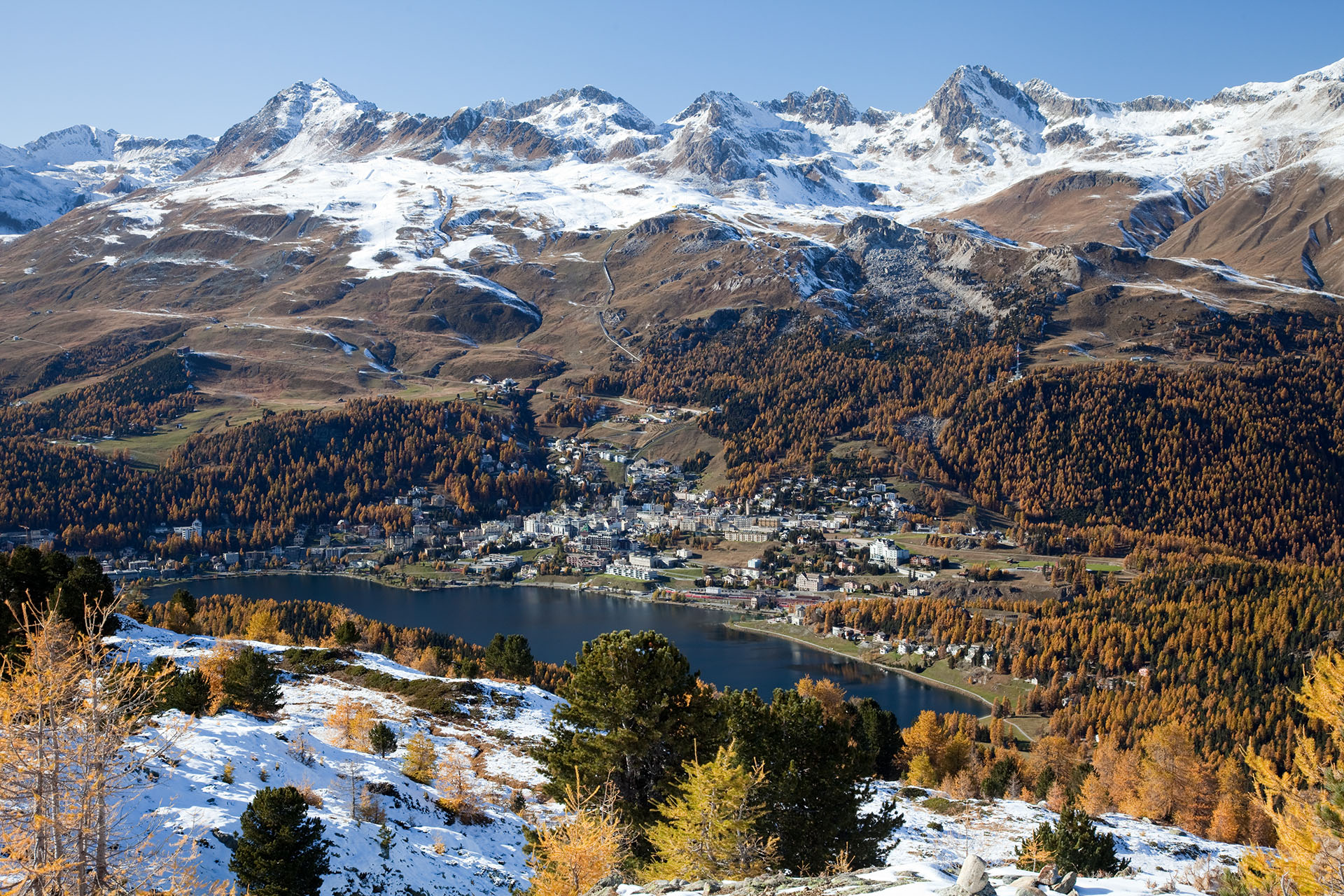
위에서 본 생모리츠

장크트모리츠의 면적(2004/09 조사 기준)은 28.69k㎡이다. 이 면적 중 약 26.3%가 농업용으로 사용되며 20.0%는 산림이다. 나머지 토지 중 9.0%는 정착지(건물 또는 도로)이고 44.8%는 비생산적인 토지이다. 2004/09 조사에서 총 160ha 또는 전체 면적의 약 5.6%가 건물로 덮여 있었는데, 이는 1985년에 비해 23ha 증가한 것이다. 같은 기간 동안 시정촌의 레크리에이션 공간은 3ha 증가했으며, 현재 전체 면적의 약 1.15%이다. 농경지 중 149ha는 들판과 초원이고 643ha는 고산 목초지로 구성되어 있다. 1985년 이래로 농경지는 37ha 감소했다. 같은 기간 동안 삼림 면적은 33ha 증가했다.
알프스 동부에서 가장 높은 정상은 마을에서 남동쪽으로 15km 떨어진 4,048.6m의 피츠 베르니나(Piz Bernina)이다.
2017년 이전에 시정촌은 말로야 지역의 오버엥가딘 하위 지구에 위치했으며 2017년 이후 말로야 지역의 일부였다. 그것은 장크트 모리츠-도르프(해발 1,830m), 바트(1,775m), 샴퍼(1,825m)의 정착지 및 주프레타(Suvretta)의 마을 구역으로 구성된다.

### 기후
장크트모리츠는 삼림한계선 근처에서 특히 높은 고도로 인해 아극 기후(쾨펜의 기후 구분 Dfc)를 가지고 있다. 장크트모리츠는 추운 밤과 함께 시원한 여름과 매우 춥고, 눈이 내리는 겨울이 있으며, 최고는 거의 동결되고 254cm의 평균 연간 강설량이 있다. 평균 기온은 약 2°C(근처 자메단 마을에서 측정)로 스위스 고원에 비해 매우 낮다. 또한 전통적으로 스위스에서 가장 추운 거주지로 간주되었던 라 브레비네(La Brévine) 보다 훨씬 낮다.
| 장크트모리츠 (1991년~2020년)의 기후 | 장크트모리츠 (1991년~2020년)의 기후 | 장크트모리츠 (1991년~2020년)의 기후 | 장크트모리츠 (1991년~2020년)의 기후 | 장크트모리츠 (1991년~2020년)의 기후 | 장크트모리츠 (1991년~2020년)의 기후 | 장크트모리츠 (1991년~2020년)의 기후 | 장크트모리츠 (1991년~2020년)의 기후 | 장크트모리츠 (1991년~2020년)의 기후 | 장크트모리츠 (1991년~2020년)의 기후 | 장크트모리츠 (1991년~2020년)의 기후 | 장크트모리츠 (1991년~2020년)의 기후 | 장크트모리츠 (1991년~2020년)의 기후 | 장크트모리츠 (1991년~2020년)의 기후 |
| 월                                  | 1월                                 | 2월                                 | 3월                                 | 4월                                 | 5월                                 | 6월                                 | 7월                                 | 8월                                 | 9월                                 | 10월                                | 11월                                | 12월                                | 연간                                |
| ----------------------------------- | ----------------------------------- | ----------------------------------- | ----------------------------------- | ----------------------------------- | ----------------------------------- | ----------------------------------- | ----------------------------------- | ----------------------------------- | ----------------------------------- | ----------------------------------- | ----------------------------------- | ----------------------------------- | ----------------------------------- |
| 일평균 최고 기온 °C (°F)            | −1.3 (29.7)                         | 0.5 (32.9)                          | 4.0 (39.2)                          | 7.9 (46.2)                          | 12.9 (55.2)                         | 17.0 (62.6)                         | 19.3 (66.7)                         | 18.8 (65.8)                         | 14.6 (58.3)                         | 10.5 (50.9)                         | 4.1 (39.4)                          | −0.7 (30.7)                         | 9.0 (48.2)                          |
| 일일 평균 기온 °C (°F)              | −8.4 (16.9)                         | −7.1 (19.2)                         | −2.4 (27.7)                         | 1.9 (35.4)                          | 6.7 (44.1)                          | 10.5 (50.9)                         | 12.3 (54.1)                         | 11.8 (53.2)                         | 7.9 (46.2)                          | 3.6 (38.5)                          | −2.1 (28.2)                         | −7.0 (19.4)                         | 2.3 (36.1)                          |
| 일평균 최저 기온 °C (°F)            | −15.8 (3.6)                         | −15.6 (3.9)                         | −9.6 (14.7)                         | −4.3 (24.3)                         | 0.1 (32.2)                          | 3.2 (37.8)                          | 4.7 (40.5)                          | 4.7 (40.5)                          | 1.3 (34.3)                          | −2.6 (27.3)                         | −7.8 (18.0)                         | −13.4 (7.9)                         | −4.6 (23.7)                         |
| 평균 강수량 mm (인치)               | 29 (1.1)                            | 19 (0.7)                            | 24 (0.9)                            | 37 (1.5)                            | 67 (2.6)                            | 91 (3.6)                            | 87 (3.4)                            | 100 (3.9)                           | 73 (2.9)                            | 77 (3.0)                            | 70 (2.8)                            | 37 (1.5)                            | 710 (28.0)                          |
| 평균 강설량 cm (인치)               | 51 (20)                             | 42 (17)                             | 30 (12)                             | 21 (8.3)                            | 4 (1.6)                             | 0 (0)                               | 0 (0)                               | 0 (0)                               | 2 (0.8)                             | 12 (4.7)                            | 40 (16)                             | 52 (20)                             | 254 (100)                           |
| 평균 강수일수 (≥ 1.0 mm)            | 5.2                                 | 4.2                                 | 4.3                                 | 6.0                                 | 9.2                                 | 11.0                                | 10.6                                | 11.0                                | 8.0                                 | 8.1                                 | 7.9                                 | 6.1                                 | 91.6                                |
| 평균 강설일수 (≥ 1.0 cm)            | 8.8                                 | 8.0                                 | 6.9                                 | 5.1                                 | 1.1                                 | 0.2                                 | 0.1                                 | 0.0                                 | 0.5                                 | 2.6                                 | 6.7                                 | 9.5                                 | 49.5                                |
| 평균 상대 습도 (%)                  | 78                                  | 73                                  | 70                                  | 69                                  | 70                                  | 71                                  | 71                                  | 75                                  | 76                                  | 77                                  | 79                                  | 80                                  | 74                                  |
| 평균 월간 일조시간                  | 120                                 | 121                                 | 147                                 | 150                                 | 164                                 | 186                                 | 199                                 | 181                                 | 155                                 | 138                                 | 103                                 | 102                                 | 1,767                               |
| 가능 일조율                         | 59                                  | 58                                  | 56                                  | 51                                  | 48                                  | 52                                  | 58                                  | 57                                  | 58                                  | 57                                  | 51                                  | 52                                  | 55                                  |
| 출처: 스위스 연방 기상청            |                                     |                                     |                                     |                                     |                                     |                                     |                                     |                                     |                                     |                                     |                                     |                                     |                                     |

## 인구통계
장크트모리츠의 인구(2020년 12월 31일 기준)는 4,945명이다. 2008년 현재 전체 인구의 38.0%가 외국인이다. 2009년까지 10년 동안 인구는 4.9%의 비율로 감소했다.
2000년 기준으로 인구의 성별 분포는 남성 45.4%, 여성 54.6%였다. 2000년 현재 장크트모리츠의 연령 분포는 다음과 같다. 423명의 어린이(인구의 7.6%)가 0~9세이고 502명의 청소년(9.0%)이 10~19세이다. 성인 인구 중 960명(인구의 17.2%)이 20~29세이다. 1,055명(18.9%)은 30~39세, 864명(15.5%)은 40~49세, 820명(14.7%)은 50~59세이다. 고령자 분포는 532명(인구의 9.5%)이 60세 이상이다. 69세는 289명(70~79세)은 5.2%, 80~89세는 121명(2.2%), 90세 이상은 23명(0.4%)이다.
2014년에 장크트모리츠에는 2,822개의 개인 가구가 있었고 평균 가구 규모는 1.84명이었다. 2000년 기준으로 시정촌 884채의 주거동 중 단독주택이 29.1%, 다가구주택이 40.8%를 차지하고 있다. 또한 1919년 이전에 건설된 건물의 약 19.9%, 1991년에서 2000년 사이에 8.6%가 건설되었다. 2013년 인구 1000명당 신규 주택 건설 비율은 9.32이다. 2015년 시정촌 공실률은 3.18%였다.
| 과거 인구 | 과거 인구 |
| 년도      | 인구      |
| --------- | --------- |
| 1803      | 183       |
| 1850      | 228       |
| 1900      | 1,603     |
| 1910      | 3,197     |
| 1950      | 2,558     |
| 1960      | 3,751     |
| 1970      | 5,699     |
| 1980      | 5,900     |
| 1990      | 5,426     |
| 2000      | 5,589     |

| 국적별 인구 (Census 2000) | 국적별 인구 (Census 2000) | 국적별 인구 (Census 2000) |
| 국적                      | 수 비 이중시민권자        | 수 이중시민권자 포함      |
| ------------------------- | ------------------------- | ------------------------- |
| 스위스                    | 3079                      | 3527                      |
| 이태리                    | 897                       | 1162                      |
| 포르투갈                  | 435                       | 445                       |
| 독일                      | 202                       | 232                       |
| 세르비아-몬테네그로       | 106                       | 108                       |
| 오스트리아                | 74                        | 104                       |
| 프랑스                    | 56                        | 73                        |
| 크로아티아                | 62                        | 63                        |
| 스페인                    | 33                        | 41                        |
| 영국                      | 30                        | 41                        |
| 네덜란드                  | 17                        | 29                        |
| 보스니아-헤르체고비나     | 27                        | 28                        |

### 언어
2000년 기준 인구 대부분은 독일어(58.8%)를 사용하며, 이탈리아어가 2위(21.8%)이고, 포르투갈어가 3위(6.6%)이다. 원래 전체 인구는 푸터의 어퍼 엥가딘 로만슈 방언을 사용했다. 외부 세계와의 무역 증가로 인해 로만슈어 사용이 감소하기 시작했다. 1880년에는 50.2%만이 로만슈어를 모국어로 사용했다. 로만슈어는 독일인과 이탈리아인 모두에게 땅을 잃었다. 1900년에는 인구의 31%가 이탈리아어를 모국어로 사용했으며, 1910년에는 거의 비슷했다. 다음 몇년 동안 로만슈어와 이탈리아어 사용자의 비율은 독일어 사용자에 비해 감소했다. 1941년에는 20%만이 로만슈어를 사용했고, 1970년에는 8%였다. 2000년에는 인구의 4.7%만이 로만슈어를 사용했다.
| 장크트모리츠 GR의 언어 |             |             |             |             |             |             |
| 언어                   | Census 1980 | Census 1980 | Census 1990 | Census 1990 | Census 2000 | Census 2000 |
| 언어                   | 수          | %           | 수          | %           | 수          | %           |
| 독일어                 | 3,092       | 52.41%      | 3,186       | 58.72%      | 3,286       | 58.79%      |
| 이탈리아어             | 1,608       | 27.25%      | 1,157       | 21.32%      | 1,220       | 21.83%      |
| 로만슈어               | 569         | 9.64%       | 338         | 6.23%       | 264         | 4.72%       |
| 인구                   | 5,900       | 100%        | 5,426       | 100%        | 5,589       | 100%        |

### 교육
장크트 모리츠에서는 인구의 약 65.8%(25-64세 사이)가 비필수 고등교육 또는 추가 고등교육(대학 또는 응용학문대학)을 완료했다.

## 경제
생모리츠는 지역 경제 중심지이자 관광 커뮤니티이다. 2014년 기준으로 자치단체에 고용된 인원은 총 7,590명이다. 이 중 1차 경제 부문 7개 사업체에서 총 24명이 일했다. 2차 부문은 74개의 개별 사업에서 1,039명의 근로자를 고용했다. 2차 부문 직원의 소수(17.0%)는 매우 작은 사업체에서 일했다. 총 533명의 직원이 있는 22개의 중소기업과 3개의 총 329명의 직원이 있는 중소기업이 있었다. 마지막으로 3차산업768개 기업에서 6,527개의 일자리를 제공했다. 2014년 기준 752개 중소기업(50인 미만)에서 총 3,820명의 직원이 근무하고 있다. 1,928명의 중견기업이 14개, 779명(평균규모 389.5명)의 대기업이 2개였다. Badrutt's Palace Hotel (5성급)은 520명의 직원을 보유하고 있으며 장크트 모리츠에서 가장 큰 고용주이다.
2014년에는 전체 인구의 9.3%가 사회 지원을 받았다.
2016년 2분기에 평균 1,062명의 근로자가 스위스 외부에서 지방 자치 단체로 통근했으며, 이는 소수의 근로자를 대표한다.
2015년 국내 호텔은 총 599,734건의 숙박을 했으며, 그중 69.2%가 해외 방문객이었다. 같은 해에 지자체에는 267석의 영화관이 하나 있었다.

## 교통

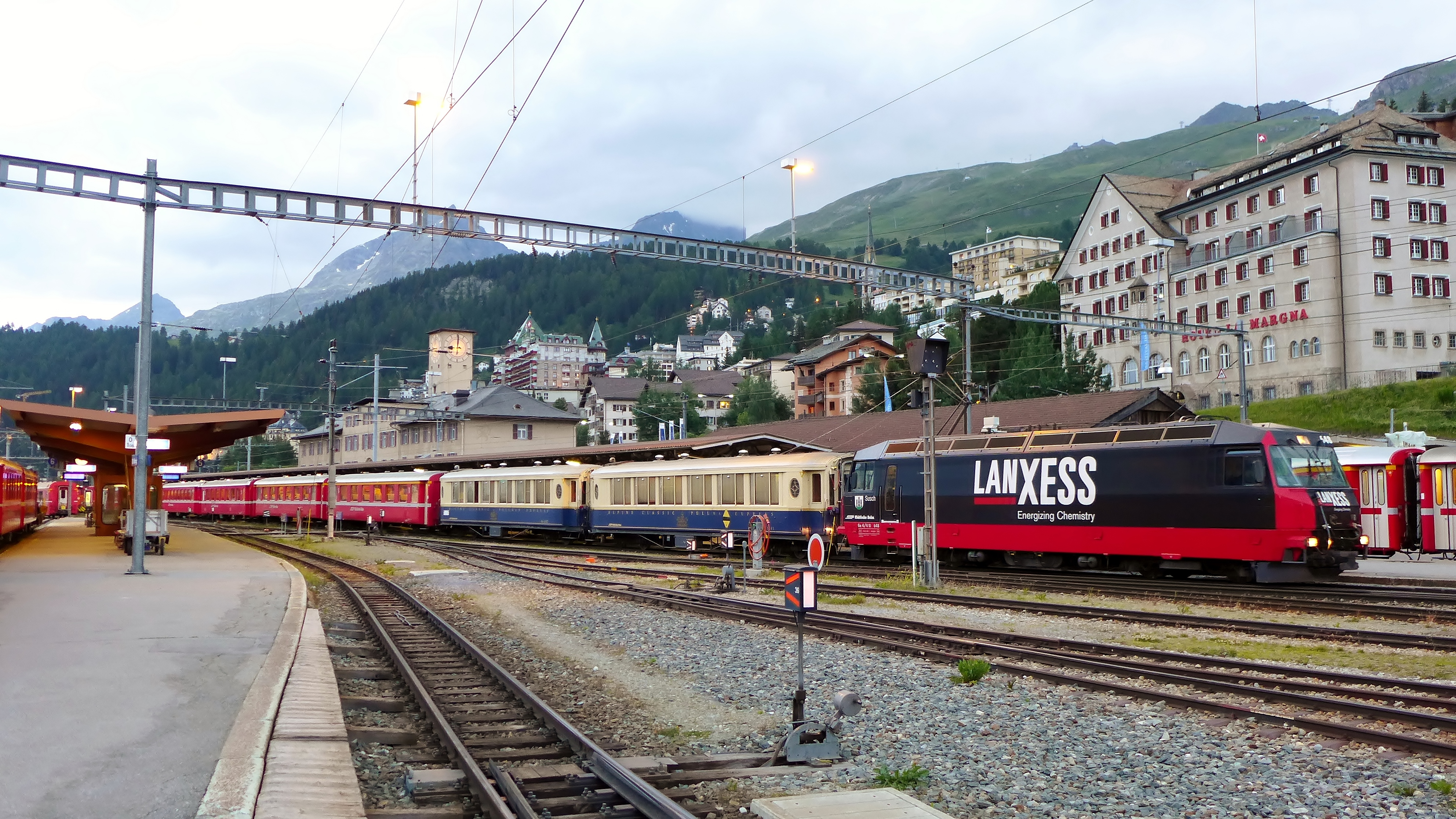
장크트 모리츠는 지역 열차와 버스의 교통 허브이다

장크트 모리츠는 기차역이 있는 나라에서 가장 높은 도시이다. 장크트모리츠역은 마을의 중심, 호숫가 근처, 그리고 비아 제르라스의 바닥에 위치하고 있다. 래티셰 철도가 운영하며 알불라와 베르니나 철도 노선의 종점이다. 빙하특급과 베르니나 익스프레스 열차는 생모리츠에서 정차한다.
기차역 근처에는 중요한 PostBus 스위스 정류장이 있다.
장크트 모리츠–코르비글리아 케이블카는 장크트 모리츠와 코르비글리아 정상 및 스키장을 연결한다.

## 스포츠

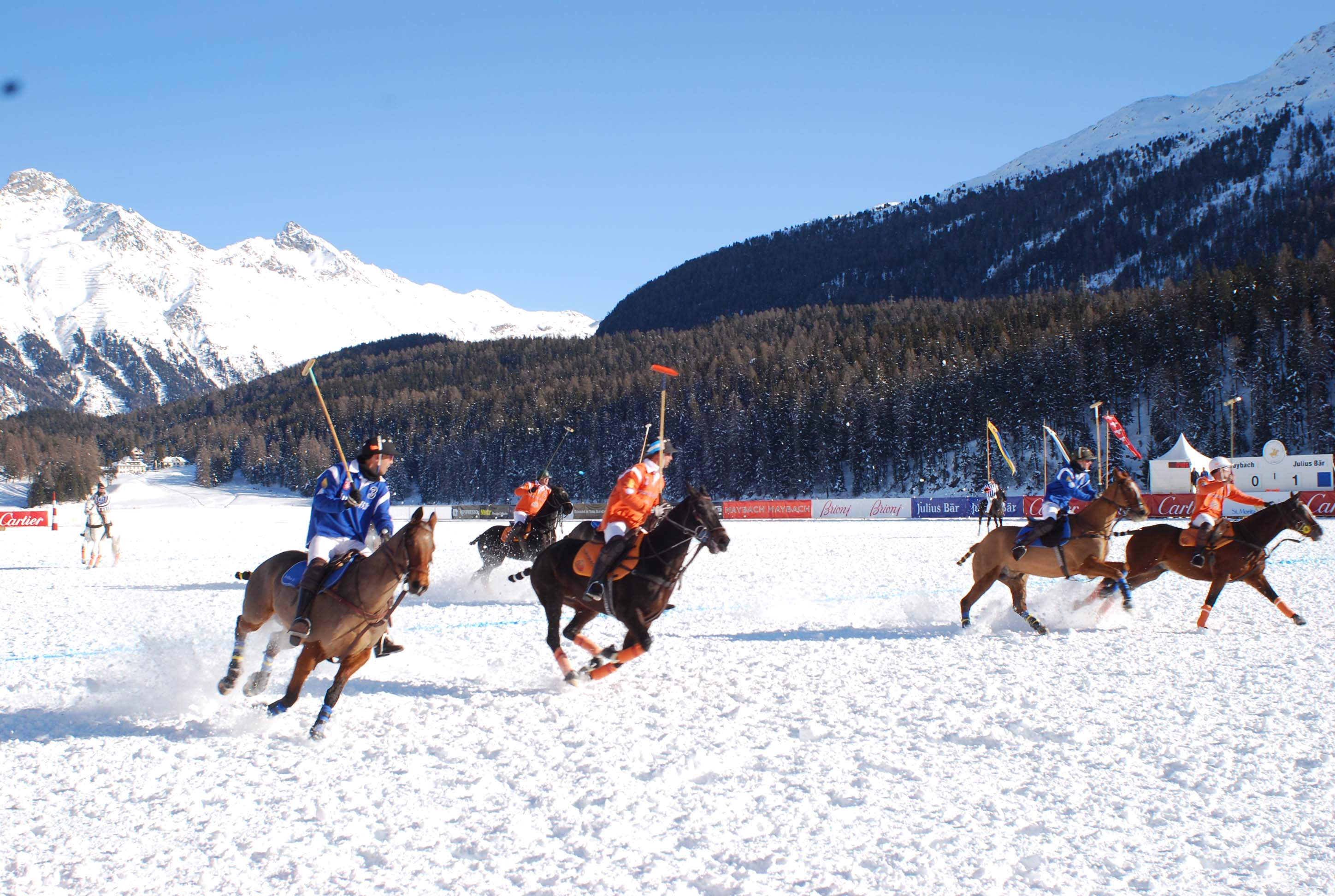
2008년 폴로 월드컵

장크트모리츠는 19세기부터 겨울 스포츠 휴가를 위한 리조트였다. 옥스포드와 캠브리지의 학생들은 그곳에서 서로 놀기 위해 갔다. 되풀이되는 아이스하키 대표팀 경기의 전신은 1885년 장크트모리츠에서 열린 밴디 매치였다. 장크트모리츠는 1928년과 1948년 동계올림픽을 개최한 도시로 인스부르크와 함께 두 번 개최된 3개 도시(오스트리아, 미국 레이크 플래시드) 중 하나였다. 또한 1934년, 1974년, 2003년, 2017년에 FIS 알파인 세계 스키 선수권 대회를 개최했다.
또한, 장크트모리츠는 FIBT 세계선수권대회(봅슬레이 및 스켈레톤 경주)를 21회 개최했다. 1985년부터 세계 최고의 팀이 참가하고 얼어붙은 호수의 특별히 표시된 필드에서 경기를 하는 토너먼트인 스노우 폴로 장크트 모리츠를 개최했다.
장크트모리츠는 여름에 장거리 운동선수, 특히 사이클리스트, 러너, 워커를 위한 고도 훈련 기지로 매우 인기가 있다. 그 인기는 고도, 날씨, 세계적 수준의 육상 트랙, 해당 지역의 경로 및 트레일 가용성으로 확장된다.
1904년, 세계에서 가장 오래되고 마지막으로 남은 천연 봅 런이 열렸다. 1.72km의 얼음 채널은 세계에서 가장 큰 "얼음 조각품"으로도 알려져 있으며, 눈과 물로 맨 처음부터 겨울마다 만들어진다. 봅 런은 수많은 세계 선수권 대회를 개최했으며 두 번의 동계 올림픽에서 모두 사용되었다. 1930년대 초, 밥 클럽의 일부 회원들은 손님을 택시로 데려가기 시작했다. 오늘날 그들은 약간 수정된 레이싱 봅슬레이로 달린다.
1928년 게임의 경우 크로스컨트리 스키와 노르딕 복합 종목의 크로스컨트리 스키 부분이 장크트모리츠 언덕 주변에서 열렸다. 20년 후, 다시 한 번 크로스 컨트리 스키, 노르딕의 크로스 컨트리 스키 부분이 결합 되고, 아이스하키 경기가 장크트모리츠에서 열렸다.

위의 스포츠 외에도 장크트모리츠는 항해의 목적지로 잘 알려져 있다. 장크트모리츠 호수에서 매년 열리는 장크트모리츠 경기 레이스의 개최지이다. 장크트 모리츠 매치 레이스는 이벤트는 3개 대륙을 아우르는 권위 있는 월드 매치 레이싱 투어의 일부이다. 동일한 공급(BLU-26) 보트는 선원과 선장을 신체적 능력의 한계까지 테스트하는 수상 공중전에서 한 번에 두 대가 경주된다. 적립된 포인트는 월드 매치 레이싱 투어(World Match Racing Tour) 및 결승전 진출에 합산되며, 종합 우승자는 ISAF 월드 매치 레이싱 투어 챔피언이라는 타이틀을 얻게 된다.

장크트모르츠호에서 세일링

## 관광

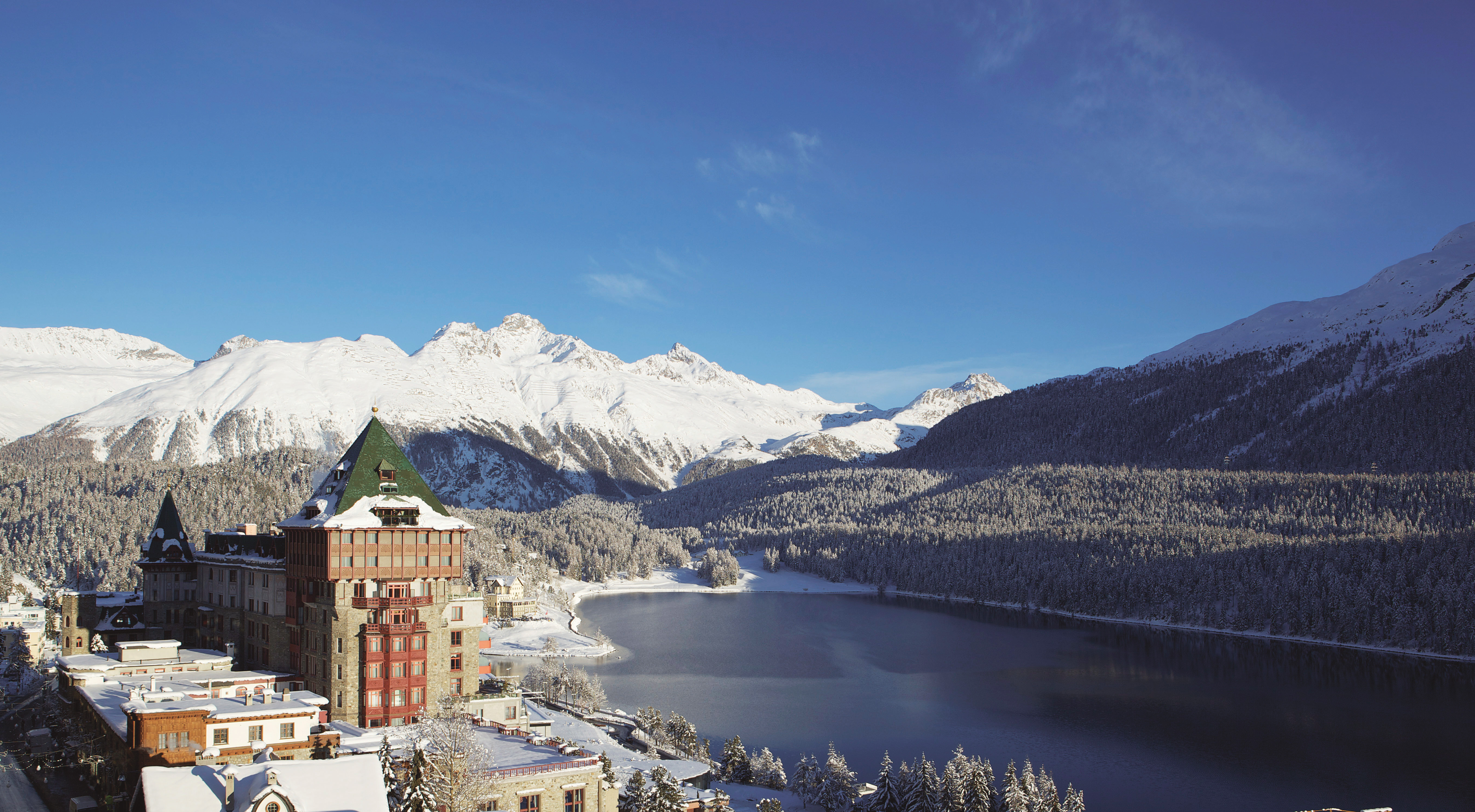
바트루트의 팰리스 호텔은 겨울 스포츠의 탄생지로 여겨진다.

유리한 위치 덕분에 장크트모리츠는 일년에 300일 이상 일조량을 자랑한다. 매년 겨울에는 국제 상류층들이 참가하는 얼어붙은 장크트모리츠 호수에서 "화이트 터프(White Turf)" 경마가 열린다.
인기 있는 여가 활동으로는 스키, 스노보드, 하이킹이 있으며, 인근에는 세계적으로 유명한 크레스타 런 터보건 코스도 있다.
연중 인구는 5,600명이며, 총 13,000개의 침대가 있는 호텔 및 임대 단위를 지원하는 약 3,000명의 계절 직원이 있다. 쿨름 호텔 장크트 모리츠는 장크트모리츠에 있는 대형 고급 호텔이다.